# Monastyr św. Włodzimierza w Krzywym Rogu
Monaster św. Włodzimierza – prawosławny męski klasztor w Krzywym Rogu, w eparchii krzyworoskiej Ukraińskiego Kościoła Prawosławnego Patriarchatu Moskiewskiego.
Monaster został założony decyzją Świętego Synodu Ukraińskiego Kościoła Prawosławnego 27 kwietnia 1996 na wniosek arcybiskupa dniepropetrowskiego i krzyworoskiego Ireneusza. Jego pierwszą siedzibą było miasto Werchniodniprowśk, wspólnota funkcjonowała przy miejscowej cerkwi Zaśnięcia Matki Bożej. Patronem klasztoru został św. nowomęczennik metropolita kijowski Włodzimierz.
W 1996 została erygowana eparchia krzyworoska. W 1997 z inicjatywy jej ordynariusza, biskupa Efrema, który został też honorowym przełożonym monasteru, wspólnota z Werchniodniprowśka przeniosła się do zespołu budynków dawnego ambulatorium i szpitala w Krzywym Rogu, wzniesionych w 1916. Zespół budynków został zaadaptowany na potrzeby wspólnoty: wzniesiono dzwonnicę, budynek mieszkalny z celami mnichów, urządzono cerkiew domową, szkołę niedzielną, bibliotekę i refektarz. Monasterską domową cerkiew św. Włodzimierza wyświęcił 7 lutego 1998 metropolita kijowski i halicki Włodzimierz. 8 kwietnia 2008 rozpoczęto budowę wolno stojącej cerkwi Zaśnięcia Matki Bożej, która docelowo ma być główną świątynią klasztoru.